# Jorge D'Alessandro
Roberto Jorge D'Alessandro Di Ninno (Buenos Aires, 28 de julio de 1949) es un exfutbolista, entrenador y comentarista deportivo argentino. Se desempeñaba como portero. 
Como jugador, defendió las camisetas de San Lorenzo y de la Unión Deportiva Salamanca, siendo portero titular durante nueve temporadas con los charros en la Primera División de España.
Inició su carrera como entrenador dirigiendo al Salmantino en 1989. El 31 de octubre de 2011 se hace oficial su retorno a los banquillos al fichar por el Nàstic de Tarragona para el resto de la temporada, y con el que termina descendiendo a Segunda «B». Su último equipo fue la Sociedad Deportiva Huesca, la cual dirigió en el año 2013.
Actualmente forma parte del elenco del programa deportivo El chiringuito de jugones

## Trayectoria

### Como jugador

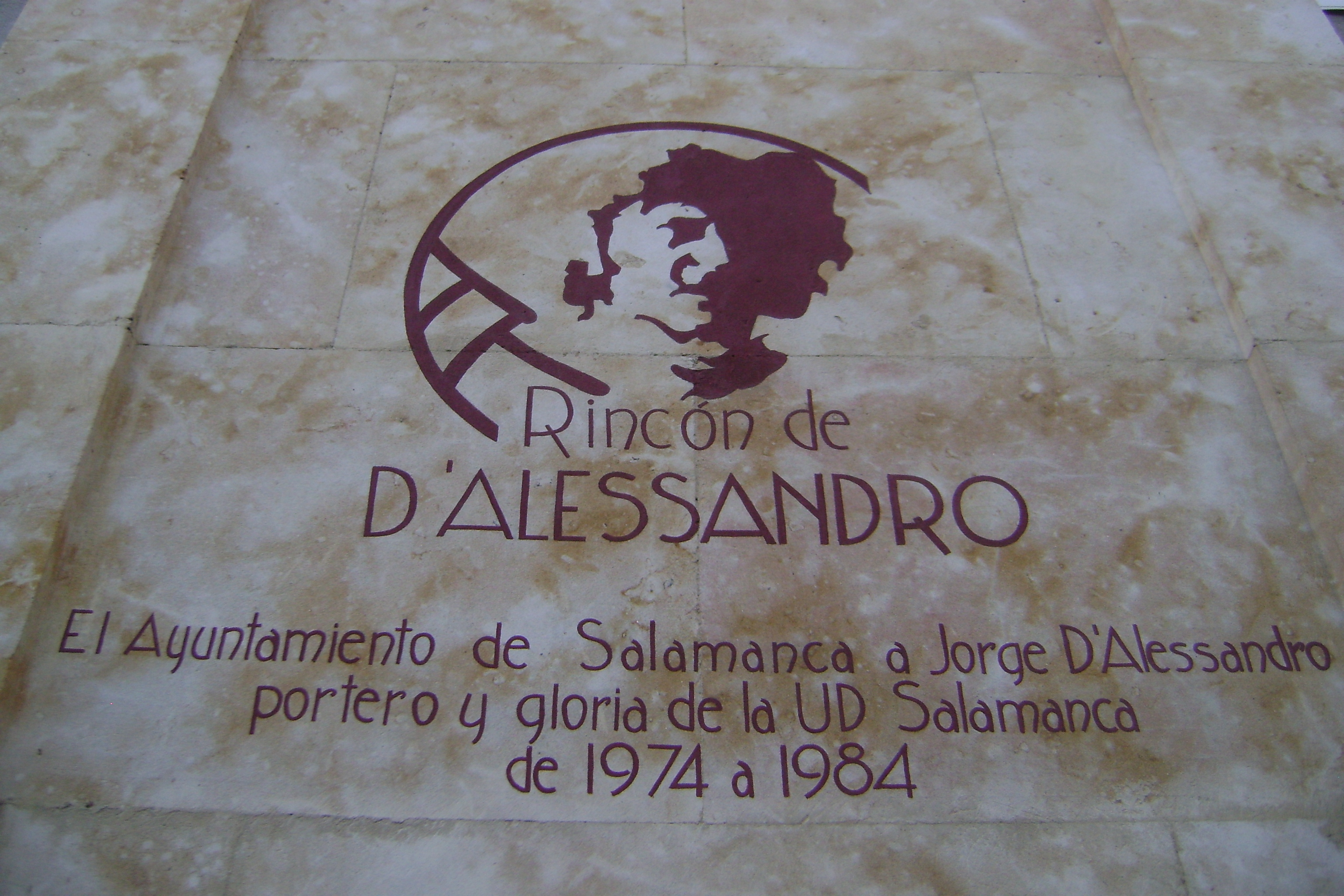
Homenaje a D'Alessandro en Salamanca.

Su carrera profesional se inició en su Argentina natal con el Club Atlético San Lorenzo de Almagro. En 1968 formó parte del histórico equipo de Los Matadores, siendo suplente del arquero Carlos Buttice y Agustín Irusta. Perteneció a la disciplina del Ciclón entre 1968 y 1974, coincidiendo con la edad dorada del club porteño, que conquistó cuatro ligas de primera división.
El junio de 1974 San Lorenzo visitó España para enfrentarse a la Unión Deportiva Salamanca, con motivo del trofeo internacional San Juan de Sahagún. La destacada actuación del Gordo llamó la atención del club español, que decidió hacerse con sus servicios, aunque antes tuvo que superar la burocracia de la Federación Argentina, que prohibía a los menores de 26 años jugar fuera de su país. D'Alessandro se convertiría en uno de los jugadores legendarios del club salmantino, al defender su portería durante nueve temporadas —siete consecutivas— en Primera División.
Titular indiscutible, solo una grave lesión le apartó del equipo la temporada 1977-78. Sucedió en un encuentro de liga entre el Athletic Club y la UD Salamanca. En un lance del partido, D'Alessandro sufrió un encontronazo que le produjo un desgarro en un riñón. El portero pudo finalizar el encuentro con normalidad, pero empezó a sentirse indispuesto en el autocar de regreso a Salamanca. Ingresado de urgencia, fue sometido a una nefrectomía. A pesar de serle extirpado el riñón, el cancerbero quiso seguir su carrera, haciendo caso omiso a las recomendaciones médicas. Esa misma temporada regresó a los terrenos de juego, precisamente coincidiendo con el partido ante el Athletic Club de la segunda vuelta.
El 13 de octubre de 1983 un nuevo encontronazo volvió a alejarle de los terrenos de juego. Esta vez fue un choque con el madridista John Metgod, en el Estadio Santiago Bernabéu. Sufrió una lesión de menisco y del ligamento cruzado externo, que le tuvo varios meses en el dique seco. Tras su recuperación, no pudo desplazar de la titularidad a su suplente, Ángel Lozano, por lo que vivió la recta final de la temporada desde el banquillo.
El 17 de mayo de 1984 jugó uno de los últimos partidos de su carrera, defendiendo la portería de un combinado de futbolistas latinoamericanos que se enfrentó al FC Barcelona en el homenaje a 'Cholo' Sotil.
Finalizada la temporada 1983-84, y tras diez años al servicio del club, la directiva unionista decidió no renovarle el contrato. El jugador, muy arraigado a la ciudad de Salamanca -donde había abierto su propio negocio- rechazó ofertas para seguir en activo y, con 35 años, prefirió retirarse y establecerse en la capital charra, aceptando la oferta de entrenar en el fútbol base de la Unión.
En total, vistió la camiseta de la UD Salamanca en 334 partidos de Primera División, un récord todavía vigente.
El 16 de diciembre de 2019, gracias a una reclamación recibida por el diario Marca en relación con su reglamentación del Trofeo Zamora, el guardameta hispano - argentino es reconocido por el diario, 45 años después, como co-ganador de los trofeos Zamora al guardameta menos goleado de las temporadas 1974-75 y 1976-77.

### Como entrenador
Inició su carrera como entrenador en las categorías inferiores de la UD Salamanca. La temporada 1989-90 cogió las riendas del filial de Tercera División, el UD Salamanca B, con el que peleó por ascender a Segunda B.
El verano de 1990 firmó por la UE Figueres, de Segunda División. En dos años, llevó al modesto club ampurdanés al mayor éxito de su historia deportiva: disputar la promoción a Primera División. No consiguió la gesta del ascenso, pero D'Alessandro se convirtió en un técnico cotizado. En la temporada 1992-93, el Real Betis Balompié le confió el proyecto de devolver al equipo verdiblanco a la máxima categoría, aunque D'Alessandro no tuvo suerte en esta nueva etapa. Cuestionado su sistema por el presidente bético, Manuel Ruiz de Lopera, fue destituido a mitad de temporada, cuando el equipo marchaba en séptima posición.
Un año más tarde, otro polémico presidente, Jesús Gil, le dio la oportunidad de debutar en un banquillo de Primera División. Tras haber cesado a cinco técnicos en seis meses de competición, en marzo de 1994 Gil apostó por D'Alessandro para sacar al Atlético de Madrid de los puestos de descenso a Segunda División. En las nueve últimas jornadas los rojiblancos sumaron 12 de los 18 puntos en juego, finalizando la liga en 14.ª posición. A pesar de haber logrado el objetivo, el entrenador no renovó su contrato, y su puesto fue ocupado por Pacho Maturana.
Sin embargo, el técnico colombiano sólo aguantó cinco meses en el banquillo del Vicente Calderón. En noviembre de 1994, Jesús Gil volvió a contratar a D'Alessandro, nuevamente con el objetivo de sacar al equipo de la cola de clasificación. En esta ocasión, no obstante, el trabajo de D'Alessandro no convenció al mandatario colchonero, que le rescindió el contrato en febrero de 1995.
En la temporada 1995-96, la UD Salamanca, que luchaba agónicamente por salvarse del descenso a Segunda, contrató a D'Alessandro a falta de trece jornadas para finalizar la liga. El técnico trajo nuevos aires, pero no consiguió sacar al equipo de la cola de la clasificación.
Todo lo contrario que la siguiente temporada. D'Alessandro llegó al CP Mérida, de Segunda División, a mitad de temporada, y logró el ascenso a Primera. Sin embargo, los extremeños sólo aguantaron un año en la máxima categoría.
En enero de 2000, regresó a los banquillos para reemplazar a Tolo Plaza en el Elche CF, de la Segunda División española. Con una gran segunda vuelta, logró la meta de la permanencia. No le valió el premio de la renovación, pero D'Alessandro no tardó en regresar al club franjiverde, ya que a mitad de la campaña 2000-01 fue requerido nuevamente, tras el cese de Felipe Mesones. Pero en esta ocasión, D'Alessandro no pudo mejorar los números de su antecesor, consiguiendo sólo dos victorias en 15 partidos. Fue destituido antes de terminar el curso, dejando al equipo ilicitano en puestos de descenso.
Su segunda etapa en el banquillo de la UD Salamanca se inició poco después de arrancar la temporada 2002-03, esta vez en Segunda División. El 13 de octubre de 2002, D'Alessandro fue elegido para relevar al dimisionario Balta, y completó el curso clasificando a los salmantinos en séptima posición.
En noviembre de 2003 se convirtió de nuevo en recambio de urgencia, en este ocasión para sacar al Rayo Vallecano de la cola de la Segunda División. No logró remontar la delicada situación, y fue relevado tres meses después de su nombramiento.
En abril de 2010 (a finales de la temporada 2009-10) recaló en el banquillo de la UD Salamanca para ejercer como entrenador en su tercera etapa salmantina e intentar conseguir la permanencia en Segunda. En esta etapa contó con Pablo Zegarra como 2.º entrenador. Finalmente, tras sumar 5 victorias, 2 empates y 3 derrotas en 10 partidos, logró la permanencia en la última jornada, tras un duro trabajo desde que cogió al conjunto castellano-leonés, pues la situación era muy delicada. Una vez conseguida la meta de salvar al equipo de su vida, decidió no continuar entrenando al mismo.
El 30 de octubre de 2011, se convirtió en nuevo entrenador del Gimnàstic de Tarragona, de Segunda División, sustituyendo a Juan Carlos Oliva con el objetivo de lograr la salvación. El 6 de noviembre de 2011, disputó su primer partido al mando del equipo catalán y consiguió golear por 5-0 al CE Sabadell. En las siguientes jornadas remontaría hasta alcanzar el 19.º puesto, a solo 4 puntos de la zona de permanencia. Sin embargo, la reacción se frenó ahí y finalmente el Nàstic descendería a Segunda B. Consumado el descenso, D'Alessandro no siguió en el conjunto grana.
El 26 de diciembre de 2012, se oficializó su contratación por la Sociedad Deportiva Huesca, también en la categoría de plata y cuya meta es la permanencia. Al principio mejoró los resultados del equipo aragonés, y estuvo dos jornadas fuera de puestos de descenso, pero finalmente acabó cayendo a Segunda B, y tampoco pudo aprovecharse de su última oportunidad gracias al descenso administrativo del Guadalajara.

## Otros trabajos

### Comentarista deportivo
Paralelamente a su trayectoria como entrenador, ha trabajado como comentarista y analista técnico en varios medios de comunicación. Se dio a conocer en esta faceta junto al periodista José María García en la COPE. Luego le siguió a Onda Cero, donde también fue comentarista para Antena 3, la cadena televisiva del mismo grupo. Tras la retirada de García, ha colaborado como tertuliano en el espacio Punto Pelota, emitido simultáneamente por Radio Intereconomía e Intereconomía TV. Ahora trabaja como contertulio en El chiringuito de Jugones, de Mega.

## Clubes

### Como jugador
| Club            | País      | Año       | Partidos | Goles |
| --------------- | --------- | --------- | -------- | ----- |
| San Lorenzo     | Argentina | 1968-1974 | 56       | 0     |
| U. D. Salamanca | España    | 1974-1984 | 334      | 0     |

### Como entrenador
| Club                   | País   | Año       | P  | PG | PE | PP | % v.  |
| ---------------------- | ------ | --------- | -- | -- | -- | -- | ----- |
| U. D. Salamanca B      | España | 1989-1990 |    |    |    |    |       |
| U. E. Figueres         | España | 1990-1992 | 79 | 31 | 27 | 21 | 38.46 |
| Real Betis             | España | 1992-1993 | 26 | 9  | 10 | 7  | 33.33 |
| Atlético de Madrid     | España | 1994-1995 | 28 | 10 | 9  | 9  | 35.71 |
| U. D. Salamanca        | España | 1996      | 13 | 3  | 0  | 10 | 23.08 |
| C. P. Mérida           | España | 1997-1998 | 60 | 20 | 16 | 24 | 33.33 |
| Elche C. F.            | España | 2000-2001 | 34 | 9  | 14 | 11 | 26.47 |
| U. D. Salamanca        | España | 2002-2003 | 36 | 13 | 17 | 6  | 36.11 |
| Rayo Vallecano         | España | 2003-2004 | 13 | 5  | 2  | 6  | 38.46 |
| U. D. Salamanca        | España | 2010      | 10 | 5  | 2  | 3  | 50    |
| Gimnàstic de Tarragona | España | 2011-2012 | 31 | 6  | 9  | 16 | 19.35 |
| S. D. Huesca           | España | 2012-2013 | 23 | 8  | 5  | 10 | 34.78 |

## Palmarés

### Como jugador
| Título                        | Club        | País      | Año  |
| ----------------------------- | ----------- | --------- | ---- |
| Primera División de Argentina | San Lorenzo | Argentina | 1972 |

### Distinciones individuales
| Distinción    | Año     |
| ------------- | ------- |
| Trofeo Zamora | 1974-75 |
| Trofeo Zamora | 1976-77 |